# Obituary

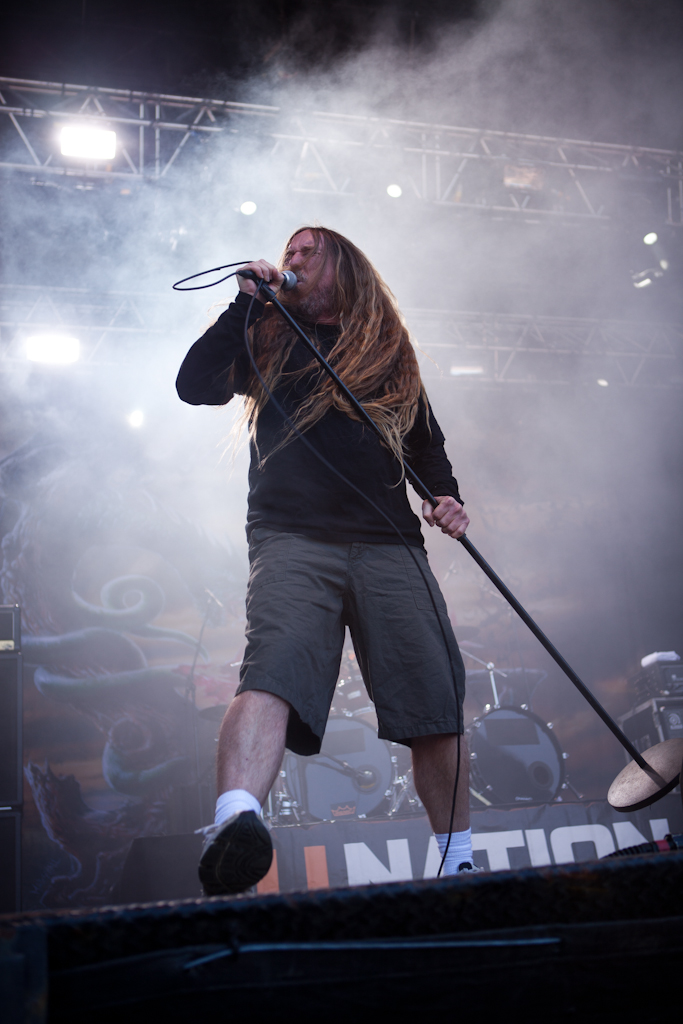
John Tardy sur scène avec Obituary en 2012.

Obituary est un groupe de death metal américain, originaire de Tampa, en Floride. Il est initialement formé en 1984 sous le nom de Executioner. En 1985, le groupe prend ensuite le nom de Xecutioner, jusqu'en 1988 où il adopte celui d'Obituary. Il est, pour la presse spécialisée, l'un des meilleurs groupes de death metal de tous les temps.

## Biographie

### Débuts (1984–1988)
Obituary est un groupe originaire de Tampa, en Floride, et l’un des fondateurs du death metal aux côtés de Mantas, Ravage et Death Strike (futurs Death, Atheist et Master). D'abord nommé Executioner, le groupe est formé en 1984 autour des frères Tardy (John au chant et Donald à la batterie) et de Trevor Peres (guitare) sous l'influence principale de Celtic Frost, puis de Possessed grâce à la cassette Death Metal, démo désormais culte qui influencera aussi Chuck Schuldiner (si bien qu'il changera le nom de son groupe Mantas en Death).
En 1985, le groupe change de nom pour Xecutioner. L'année suivante, Allen West (guitare) et Daniel Tucker (basse) intègrent le groupe et enregistrent assez rapidement une démo. Cette dernière tombera entre les mains de Boriroj Krgin (directeur du magazine Violent Noise). Impressionné par la violence de leur musique et la voix terrassante de John Tardy, d'un guttural quasi inédit pour l'époque, Krgni inclut leurs titres sur la compilation Raging Death, publié en 1987 avec des groupes comme Lethal Presence, Sadus, Betrayal et Atheist (encore sous le nom de Ravage).
Rapidement, Boriroj Krgin propose au groupe de financer (seulement une partie) un album, et contacte par la suite Monte Conner (travaillant à Roadrunner), invitant ce dernier à écouter la compilation Raging Death. Convaincu, Conner invite le groupe à la fin de 1987 à enregistrer aux Morrisound Studios avec Scott Burns (qui travaille sur son premier enregistrement de musique extrême), et arrive à convaincre le groupe de changer son nom en Obituary.

### Série d'albums et séparation (1989–2001)
Obituary publie son premier album, Slowly We Rot, le 14 juin 1989. Ce disque, qui devient renommé très rapidement, rencontre un grand succès, devenant une référence incontournable dans le death metal. S'ensuit une tournée dans toute la Floride pour promouvoir l'album, cependant sans sortir de l'État. À la fin de cette tournée, le groupe retourne aux Morrisound Studios en mars 1990 pour l'enregistrement de son deuxième album, Cause of Death, qui sort le 19 septembre 1990.
Sur Cause of Death, Allen West, qui quitte le groupe pour se consacrer à sa vie de famille, est remplacé à la guitare par James Murphy, et Daniel Tucker par Frank Watkins à la basse. L'album sort le 19 septembre 1990, et rencontre un succès similaire à Slowly We Rot. Mais l'album divise les fans du groupe, là où certains considèrent l'album comme supérieur au premier et restent charmés par le style musical, d'autres lui reprochent son manque d'évolution et de technique face à des groupes comme Morbid Angel, Deicide, Entombed, Death, Atheist ou Napalm Death qui deviennent de plus en plus redoutables.
Allen West reprend sa place pour l’album suivant, The End Complete, qui sort le 21 avril 1992. Malgré un grand succès commercial, ce troisième album reçoit un accueil mitigé de la part des fans, le jugeant trop basique et répétitif. La composition du groupe ne changera plus pour les albums World Demise en 1994 et Back from the Dead en 1997. L’album live Dead, publié en 1998, et Anthology, la compilation sortie en 2001, concluent alors la carrière du groupe. Trevor Peres forme avec les membres de Pyrexia un nouveau groupe, Catastrophic. Donald Tardy rejoint le groupe de Andrew W.K..

### Retour (2005–2013)
Le groupe est reformé en 2005 avec le même line-up. Une tournée suit, ainsi qu’un album intitulé Frozen in Time sorti en juillet de la même année. Obituary sort Xecutioner's Return en 2007 avec Ralph Santolla en tant que guitariste soliste et remplaçant d’Allen West (incarcéré en avril 2007 pour conduite en état d'ivresse). Malgré la libération de ce dernier au printemps 2008, Santolla conserve son poste.
Le 30 juin 2009 sort Darkest Day, le huitième album du groupe.
En janvier 2010, le groupe publie l'album live et DVD intitulé Live Xecution - Party.San 2008 au label Regain Records. Il est enregistré au festival Party San.
Le vendredi 2 août 2013, Obituary lance un appel aux dons pour 10 000 $ sur Kickstarter pour publier son neuvième album indépendamment. Le but est atteint le 3 août. Bien qu'il ait réussi à avoir assez d'argent, le groupe signe chez le label Relapse Records qui distribue Inked In Blood.

### Inked in Blood(depuis 2014)
Le 27 octobre 2014, le groupe publie l'album Inked in Blood. Obituary prend la route à l'automne 2015 accompagné de Napalm Death, Carcass, Voivod et Herod pour une tournée exclusivement européenne, le DeathCrusher Tour). Le 18 octobre 2015, l'ancien bassiste d'Obituary, Frank Watkins, succombe d'un cancer.
En août 2016, le groupe annonce Ten Thousand Ways to Die pour le 21 octobre sur CD et format numérique, ainsi qu'un nouvel album prévu pour printemps 2017. En octobre 2016, le groupe sort un mini-album composé de deux titres inédits et de douze morceaux live. Il en fait la promotion en Europe avec la tournée Battle of the Bays en compagnie d'Exodus (avec qui il partage la tête d'affiche), Prong et King Parrot.

## Membres

### Membres actuels
- John Tardy - chant (depuis 1988)
- Donald Tardy - batterie (depuis 1988)
- Trevor Peres - guitare rythmique (depuis 1988)
- Terry Butler - basse (depuis 2010)
- Kenny Andrews - guitare (depuis 2012)

### Anciens membres
- Daniel Tucker - basse (1988-1989)
- Frank Watkins - basse (1989-1997, 2003-2010, décédé en 2015)
- Allen West - guitare solo (1988-1989, 1992-1997, 2003-2006)
- James Murphy - guitare solo (1990)
- Ralph Santolla - guitare solo (2007-2011, décédé en 2018)

### Membres live
- Steve DiGiorgio - basse (2010)
- Kenny Andrews - basse, guitare (2010, 2011)
- Lee Harrison - guitare (2012)

## Discographie

### Albums studio
- 1989 : Slowly We Rot
- 1990 : Cause of Death
- 1992 : The End Complete
- 1994 : World Demise
- 1997 : Back from the Dead
- 2005 : Frozen in Time
- 2007 : Xecutioner's Return
- 2009 : Darkest Day
- 2014 : Inked in Blood
- 2017 : Obituary
- 2023 : Dying of Everything

### Albums live
- 1998 : Dead
- 2006 : Frozen Alive (CD/DVD live)
- 2016 : Ten Thousand Ways to Die (douze titres live et deux inédits)

### Compilations
- 2001 : Anthology